# Ambaguio
Ambaguio è una municipalità di quinta classe delle Filippine, situata nella Provincia di Nueva Vizcaya, nella regione della Valle di Cagayan.
Ambaguio è formata da 8 baranggay:
- Ammueg
- Camandag
- Dulli
- Labang
- Napo
- Poblacion
- Salingsingan
- Tiblac